# Oscarverleihung 1970
Übersicht aller ausgezeichneten Filme

◄◄ | ◄ | 1966 | 1967 | 1968 | 1969 | Oscarverleihung 1970 | 1971 | 1972 | 1973 | 1974 | ► | ►►

Weitere Ereignisse
Die Oscarverleihung 1970 fand am 7. April 1970 im Dorothy Chandler Pavilion in Los Angeles statt. Es waren die 42nd Annual Academy Awards. Im Jahr der Auszeichnung werden immer Filme des vergangenen Jahres ausgezeichnet, in diesem Fall also die Filme des Jahres 1969.

## Moderation
Es gab in diesem Jahr keinen offiziellen Moderator.

## Gewinner und Nominierungen
| Film                                     | N  | A |
| ---------------------------------------- | -- | - |
| Königin für tausend Tage                 | 10 | 1 |
| Nur Pferden gibt man den Gnadenschuß     | 9  | 1 |
| Asphalt-Cowboy                           | 7  | 3 |
| Hello, Dolly!                            | 7  | 3 |
| Zwei Banditen                            | 7  | 4 |
| Z                                        | 5  | 2 |
| Bob & Carol & Ted & Alice                | 4  | 0 |
| Gaily, Gaily                             | 3  | 0 |
| Sweet Charity                            | 3  | 0 |
| Verschollen im Weltraum                  | 3  | 1 |
| Die besten Jahre der Miss Jean Brodie    | 2  | 1 |
| Easy Rider                               | 2  | 0 |
| Der Gauner                               | 2  | 0 |
| Das Geheimnis von Santa Vittoria         | 2  | 0 |
| Goodbye, Mr. Chips                       | 2  | 0 |
| Happy End für eine Ehe                   | 2  | 0 |
| The Magic Machines                       | 2  | 1 |
| Der Marshal                              | 2  | 1 |
| Pookie                                   | 2  | 0 |
| The Wild Bunch – Sie kannten kein Gesetz | 2  | 0 |

### Bester Film
präsentiert von Elizabeth Taylor
Asphalt-Cowboy (Midnight Cowboy) – Jerome Hellman
Hello, Dolly! – Ernest Lehman
Königin für tausend Tage (Anne of the Thousand Days) – Hal B. Wallis
Z – Jacques Perrin, Ahmed Rachedi
Zwei Banditen (Butch Cassidy and the Sundance Kid) – John Foreman

### Beste Regie
präsentiert von Myrna Loy
John Schlesinger – Asphalt-Cowboy (Midnight Cowboy)
Costa-Gavras – Z
George Roy Hill – Zwei Banditen (Butch Cassidy and the Sundance Kid)
Arthur Penn – Alice’s Restaurant
Sydney Pollack – Nur Pferden gibt man den Gnadenschuß (They Shoot Horses, Don’t They?)

### Bester Hauptdarsteller
präsentiert von Barbra Streisand
John Wayne – Der Marshal (True Grit)
Richard Burton – Königin für tausend Tage (Anne of the Thousand Days)
Dustin Hoffman – Asphalt-Cowboy (Midnight Cowboy)
Peter O’Toole – Goodbye, Mr. Chips
Jon Voight – Asphalt-Cowboy (Midnight Cowboy)

### Beste Hauptdarstellerin
präsentiert von Cliff Robertson
Maggie Smith – Die besten Jahre der Miss Jean Brodie (The Prime of Miss Jean Brodie)
Geneviève Bujold – Königin für tausend Tage (Anne of the Thousand Days)
Jane Fonda – Nur Pferden gibt man den Gnadenschuß (They Shoot Horses, Don’t They?)
Liza Minnelli – Pookie (The Sterile Cuckoo)
Jean Simmons – Happy End für eine Ehe (The Happy Ending)

### Bester Nebendarsteller
präsentiert von Katharine Ross
Gig Young – Nur Pferden gibt man den Gnadenschuß (They Shoot Horses, Don’t They?)
Rupert Crosse – Der Gauner (The Reivers)
Elliott Gould – Bob & Carol & Ted & Alice
Jack Nicholson – Easy Rider
Anthony Quayle – Königin für tausend Tage (Anne of the Thousand Days)

### Beste Nebendarstellerin
präsentiert von Fred Astaire
Goldie Hawn – Die Kaktusblüte (Cactus Flower)
Catherine Burns – Petting (Last Summer)
Dyan Cannon – Bob & Carol & Ted & Alice
Sylvia Miles – Asphalt-Cowboy (Midnight Cowboy)
Susannah York – Nur Pferden gibt man den Gnadenschuß (They Shoot Horses, Don’t They?)

### Bestes Originaldrehbuch
präsentiert von James Earl Jones und Ali MacGraw
William Goldman – Zwei Banditen (Buch Cassidy and the Sundance Kid)
Nicola Badalucco, Enrico Medioli, Luchino Visconti – Die Verdammten (La caduta degli dei)
Peter Fonda, Dennis Hopper, Terry Southern – Easy Rider
Walon Green, Sam Peckinpah, Roy N. Sickner – The Wild Bunch – Sie kannten kein Gesetz (The Wild Bunch)
Paul Mazursky, Larry Tucker – Bob & Carol & Ted & Alice

### Bestes adaptiertes Drehbuch
präsentiert von Katharine Ross und Jon Voight
Waldo Salt – Asphalt-Cowboy (Midnight Cowboy)
Bridget Boland, John Hale, Richard Sokolove – Königin für tausend Tage (Anne of the Thousand Days)
Costa-Gavras, Jorge Semprún – Z
James Poe, Robert E. Thompson – Nur Pferden gibt man den Gnadenschuß (They Shoot Horses, Don’t They?)
Arnold Schulman – Zum Teufel mit der Unschuld (Goodbye, Columbus)

### Beste Kamera
präsentiert von John Wayne
Conrad L. Hall – Zwei Banditen (Butch Cassidy and the Sundance Kid)
Daniel L. Fapp – Verschollen im Weltraum (Marooned)
Arthur Ibbetson – Königin für tausend Tage (Anne of the Thousand Days)
Charles Lang – Bob & Carol & Ted & Alice
Harry Stradling Sr. – Hello, Dolly!

### Bestes Szenenbild
präsentiert von Myrna Loy und Jon Voight
Herman A. Blumenthal, Raphael Bretton, John DeCuir, George James Hopkins, Walter M. Scott, Jack Martin Smith – Hello, Dolly!
Carl Biddiscombe, Edward G. Boyle, Robert F. Boyle, George B. Chan – Gaily, Gaily
Maurice Carter, Lionel Couch, Patrick McLoughlin – Königin für tausend Tage (Anne of the Thousand Days)
Alexander Golitzen, Jack D. Moore, George C. Webb – Sweet Charity
Harry Horner, Frank R. McKelvy – Nur Pferden gibt man den Gnadenschuß (They Shoot Horses, Don’t They?)

### Bestes Kostümdesign
präsentiert von Candice Bergen
Margaret Furse – Königin für tausend Tage (Anne of the Thousand Days)
Ray Aghayan – Gaily, Gaily
Donfeld – Nur Pferden gibt man den Gnadenschuß (They Shoot Horses, Don’t They?)
Edith Head – Sweet Charity
Irene Sharaff – Hello, Dolly!

### Beste Filmmusik (Drama/Komödie)
präsentiert von Barbara McNair
Burt Bacharach – Zwei Banditen (Butch Cassidy and the Sundance Kid)
Georges Delerue – Königin für tausend Tage (Anne of the Thousand Days)
Jerry Fielding – The Wild Bunch – Sie kannten kein Gesetz (The Wild Bunch)
Ernest Gold – Das Geheimnis von Santa Vittoria (The Secret of Santa Vittoria)
John Williams – Der Gauner (The Reivers)

### Beste Filmmusik (Musical)
präsentiert von Cliff Robertson
Lennie Hayton, Lionel Newman – Hello, Dolly!
Leslie Bricusse, John Williams – Goodbye, Mr. Chips
Cy Coleman – Sweet Charity
Johnny Green, Albert Woodbury – Nur Pferden gibt man den Gnadenschuß (They Shoot Horses, Don’t They?)
Nelson Riddle – Westwärts zieht der Wind (Paint Your Wagon)

### Bester Song
präsentiert von Candice Bergen
„Raindrops Keep Fallin’ on My Head“ aus Zwei Banditen (Butch Cassidy and the Sundance Kid) – Burt Bacharach, Hal David
„Come Saturday Morning“ aus Pookie (The Sterile Cuckoo) – Fred Karlin, Dory Previn
„Jean“ aus Die besten Jahre der Miss Jean Brodie (The Prime of Miss Jean Brodie) – Rod McKuen
„True Grit“ aus Der Marshal (True Grit) – Elmer Bernstein, Don Black
„What Are You Doing the Rest of Your Life?“ aus Happy End für eine Ehe (The Happy Ending) – Alan Bergman, Marilyn Bergman, Michel Legrand

### Bester Schnitt
präsentiert von Claudia Cardinale und James Earl Jones
Françoise Bonnot – Z
Earle Herdan, William A. Lyon – Das Geheimnis von Santa Vittoria (The Secret of Santa Vittoria)
William H. Reynolds – Hello, Dolly!
Hugh A. Robertson – Asphalt-Cowboy (Midnight Cowboy)
Fredric Steinkamp – Nur Pferden gibt man den Gnadenschuß (They Shoot Horses, Don’t They?)

### Bester Ton
präsentiert von Candice Bergen und Elliott Gould
Jack Solomon, Murray Spivack – Hello, Dolly!
John Aldred – Königin für tausend Tage (Anne of the Thousand Days)
David Dockendorf, William Edmondson – Zwei Banditen (Butch Cassidy and the Sundance Kid)
Les Fresholtz, Arthur Piantadosi – Verschollen im Weltraum (Marooned)
Robert Martin, Clem Portman – Gaily, Gaily

### Beste visuelle Effekte
präsentiert von Raquel Welch
Robbie Robertson – Verschollen im Weltraum (Marooned)
Eugène Lourié, Alex Weldon – Krakatoa – Das größte Abenteuer des letzten Jahrhunderts (Krakatoa, East of Java)

### Bester Kurzfilm
präsentiert von Myrna Loy und Cliff Robertson
The Magic Machines – Joan Keller Stern
Blake – Douglas Jackson
People Soup – Marc Merson

### Bester Cartoon
präsentiert von Myrna Loy und Cliff Robertson
It’s Tough to Be a Bird – Ward Kimball
Of Men and Demons – Faith Hubley, John Hubley
Walking (En marchant) – Ryan Larkin

### Bester Dokumentarfilm (Kurzfilm)
präsentiert von Fred Astaire und Bob Hope
Czechoslovakia 1968 – Robert M. Fresco, Denis Sanders
An Impression of John Steinbeck: Writer – Donald Wrye
Jenny Is a Good Thing – Joan Horvath
Leo Beuerman – Russell A. Mosser, Arthur H. Wolf
The Magic Machines – Joan Keller Stern

### Bester Dokumentarfilm
präsentiert von Fred Astaire und Bob Hope
Die Musik – mein Leben (L’amour de la vie – Artur Rubinstein) – Bernard Chevry
Before the Mountain Was Moved – Robert K. Sharpe
In the Year of the Pig – Emile de Antonio
Olympische Spiele 1968 in Mexiko (Olimpiada en México) – Filmabteilung des Organisationskomitee für die XIX. Olympischen Spiele
The Wolf Men – Irwin Rosten

### Bester fremdsprachiger Film
präsentiert von Claudia Cardinale und Clint Eastwood
Z, Algerien – Costa-Gavras
Adalen 31 (Ådalen 31), Schweden – Bo Widerberg
Die Brüder Karamasow (Bratya Karamazovy), Sowjetunion – Iwan Alexandrowitsch Pyrjew
Meine Nacht bei Maud (Ma nuit chez Maud), Frankreich – Éric Rohmer
Die Schlacht an der Neretva (Bitka na Neretvi), Jugoslawien – Veljko Bulajić

## Ehrenpreise

### Ehrenoscar
Cary Grant

### Jean Hersholt Humanitarian Award
George Jessel

### Scientific and Engineering Award
Hazeltine Corporation
Fouad Said
Juan de la Cierva y Hoces

### Technical Achievement Award
Otto Popelka
Fenton Hamilton
Panavision, Inc.
Robert M. Flynn, Russell Hessey